# Ditrichophora argyrostoma
Ditrichophora argyrostoma är en tvåvingeart som först beskrevs av Cresson 1916.  Ditrichophora argyrostoma ingår i släktet Ditrichophora och familjen vattenflugor. Inga underarter finns listade i Catalogue of Life.